# Košický Klečenov
Košický Klečenov (in ungherese Kelecsenyborda) è un comune della Slovacchia facente parte del distretto di Košice-okolie, nella regione di Košice.